# Darius Rafat
Darius Justin Rafat (* 13. Dezember 1977) ist ein kanadischer Musiker, Songwriter, Komponist, Produzent, Bandleader und Musikmanager. Er arbeitet international als Komponist und Musikproduzent für TV-Shows, Werbung, Soundtracks und Film.

## Leben
Seine Mutter ist die kanadische Jazz-Sängerin Judy Rafat, die unter anderem mit Dizzy Gillespie, Dave Brubeck und Wynton Marsalis auf Tour war. Bereits im Kindesalter fing er an, Klavier und Schlagzeug zu spielen, und komponierte mit fünf seine ersten Stücke. Sein Bühnendebüt gab er mit zehn als Michael-Jackson-Imitator bei einer Schulaufführung. In New York co-produzierte er 1997 zusammen mit seiner Mutter die „Dizzy Gillespie Tribute“ CD „Con Alma“, unter Mitwirkung von Kenny Barron, Paquito D’Rivera, Claudio Roditi, Rufus Reid und Frank Wess.
Mit zwanzig Jahren unterschrieb er seinen ersten Songwriter-Vertrag mit der PolyGram Music Publishing GmbH in Hamburg. Für die Samstagabend-Show Verstehen Sie Spaß? mit Frank Elstner komponierte er 2001 die neue Titelmusik, was ihn mit 23 Jahren zum jüngsten Komponisten einer Samstagabendshow in Deutschland machte. Kurz darauf kreierte er mit dem Gospelsong „Hope“ die neue Sat.1-Aidsgala „Nacht der Stars 2001“-Hymne, die er auch live mit Stars wie Sting, Mariah Carey, Mick Jagger und Lenny Kravitz präsentierte.
Internationale Projekte betreut Rafat mit Partnerstudios in London und Santa Monica/Los Angeles. Mit seiner Soul-, Funk- & Disco-Band „Darius Rafat & Friends“ wird er seit vielen Jahren bei Corporate & Sponsoring Events gebucht.
Oft fungiert er als Agent und Creative Consultant für Firmen und Marken im Bereich Sponsoring, Promotion, Advertising, Brand Communication und Brand Partnerships. Darius Rafat ist der Gründer und CEO der internationalen Musikagentur und Produktionsfirma Fat Music, mit Büros in London, Los Angeles und Berlin. Als TV-Moderator arbeitete Darius Rafat für RTLII-Musik-TV-Shows wie u. a. „The Dome“, „Apres Ski Hits“, „Mallorca Hits“, „Die ultimative Clipshow“, sowie für die tägliche Kindersendung „Pokito TV“.

## Kompositionen (Auswahl)
- Titelmusik für die Samstagabendshow „Verstehen Sie Spaß?“ – ARD
- Titelmusik & Score für die Serie „Plötzlich erwachsen“ – ARD
- Titelmusik & Score für die Serie „Liebe leben“ – ARD
- Titelmusik & Score für die Serie „Die Tierretter von Aiderbichl“ – ARD
- Komponist der Titelmusik und offiziellen Hymne „Hope“ der Sat.1 Aids-Gala
- Filmmusik für den Film „Tradition“ von Peter Ladkani
- Filmmusik für den Film „Günstige Prognose“
- Filmmusik für den Film „Happy Valentine“ mit Götz Otto
- Sunshine in the morning. (Maxi-CD)
- Executive Producer der europ. Werbekampagne der Firma Bwin (Musik & Sounddesign)
- Executive Producer für „Zonzoo“ (Musik & Soundlogo / international)
- Executive Producer für die internationale Imagekampagne 2011/12 der Firma MINI (Musik, Konzept, Artist/Brand Partnership Kaiser Chiefs)
- Executive Producer für die AUDI AG (Live Communication & Entertainment / Europa)